# Trachysalambria albicoma
Trachysalambria albicoma is een tienpotigensoort uit de familie van de Penaeidae. De wetenschappelijke naam van de soort is voor het eerst geldig gepubliceerd in 1980 door Hayashi & Toriyama.